# 위협비행
위협비행(威脅飛行)은 ICAO 규정이 금지한 비행이다. 2018년 한일 해상 군사 분쟁에서 국제법상 군용기의 위협비행이 도대체 무엇인지가 문제되었다. 구축함에 대한 군용기의 위협비행이 이슈였지만, 국제사회에서는 군용기와 군용기 간의 위협비행도 자주 있다.

## 의미
ICAO 관련규정은 계기비행이 아닌 시계비행시, 기상악화나 기타의 이유로 우발적 충돌이 가능한 위험한 비행을 금지한다. ICAO는 군용기는 제외하고, 민항기의 위험한 비행만을 규정하여 금지시키고 있다.
폭격기나 전투기의 미사일 폭탄 사거리 내의 비행을 위협비행이라고 하지는 않는다. 하푼 미사일은 폭격기에서 발사되어 군함을 공격하는데, 사거리가 150 km 정도가 된다. 레이저 유도 폭탄은 사거리가 20 km 정도 된다.
순항미사일은 보통 고도 10 m의 저공비행을 하는데, 민항기는 이러한 저공비행은 ICAO가 위험한 비행으로 규정하여 금지시키고 있다.
군용기에서의 위험한 비행은 국제법상 규정이 될 수 없는데, 가미카제 등의 자살 공격도 허용되는 비행이기 때문이다. 다만, 일반적인 경우에, 민항기의 우발적 충돌을 우려한 위험한 비행 규정을 군용기가 지킬 경우, 이는 위험한 비행이 아니라는 것을 추론할 수 있다.

## 국제법

### 일반원칙
국제법상 복구(reprisal)는 타국의 국제법에 위반되는 불법행위에 대한 대응조치를 말한다. 반면에 보복조치(retortion)은 국제예양이나 국제도덕에 위반되는 비우호적 행위(unfriendly act)에 대한 대응조치를 말한다.

### ICAO
국제민간항공기구(ICAO) 국제민간항공협약 부속서(Annex) 2. Rules of the Air Chapter 4. Visual Flight rules에는 민항기의 금지되는 위협비행을 규정하고 있다.
- 제4.6조 이륙과 착륙에 필요한 것을 제외하고, 또는 관계당국의 허가에 의한 경우를 제외하고, 시계비행은 다음을 금지한다.
  - a) 도시, 건물 상공 300 m 고도의 저공비행. 가장 높은 장애물로부터 반경 600 m 이내의 접근
  - b) a항의 경우 이외에도, 지상이나 수면으로부터 150 m 고도의 저공비행

## 구축함 위협비행 사례

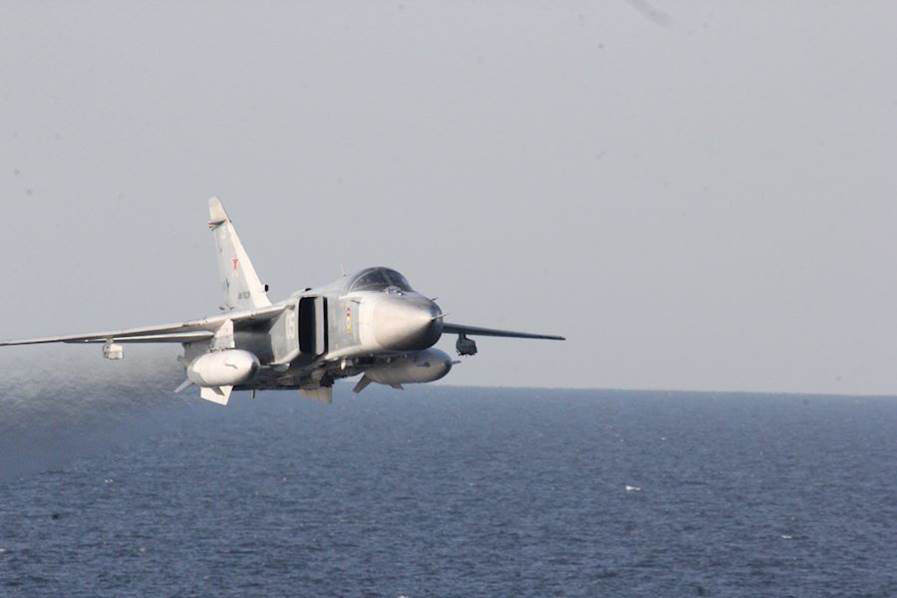
2016년 4월 미군 이지스 구축함 USS 도널드 쿡에 위협비행중인 러시아 수호이 Su-24 전투기

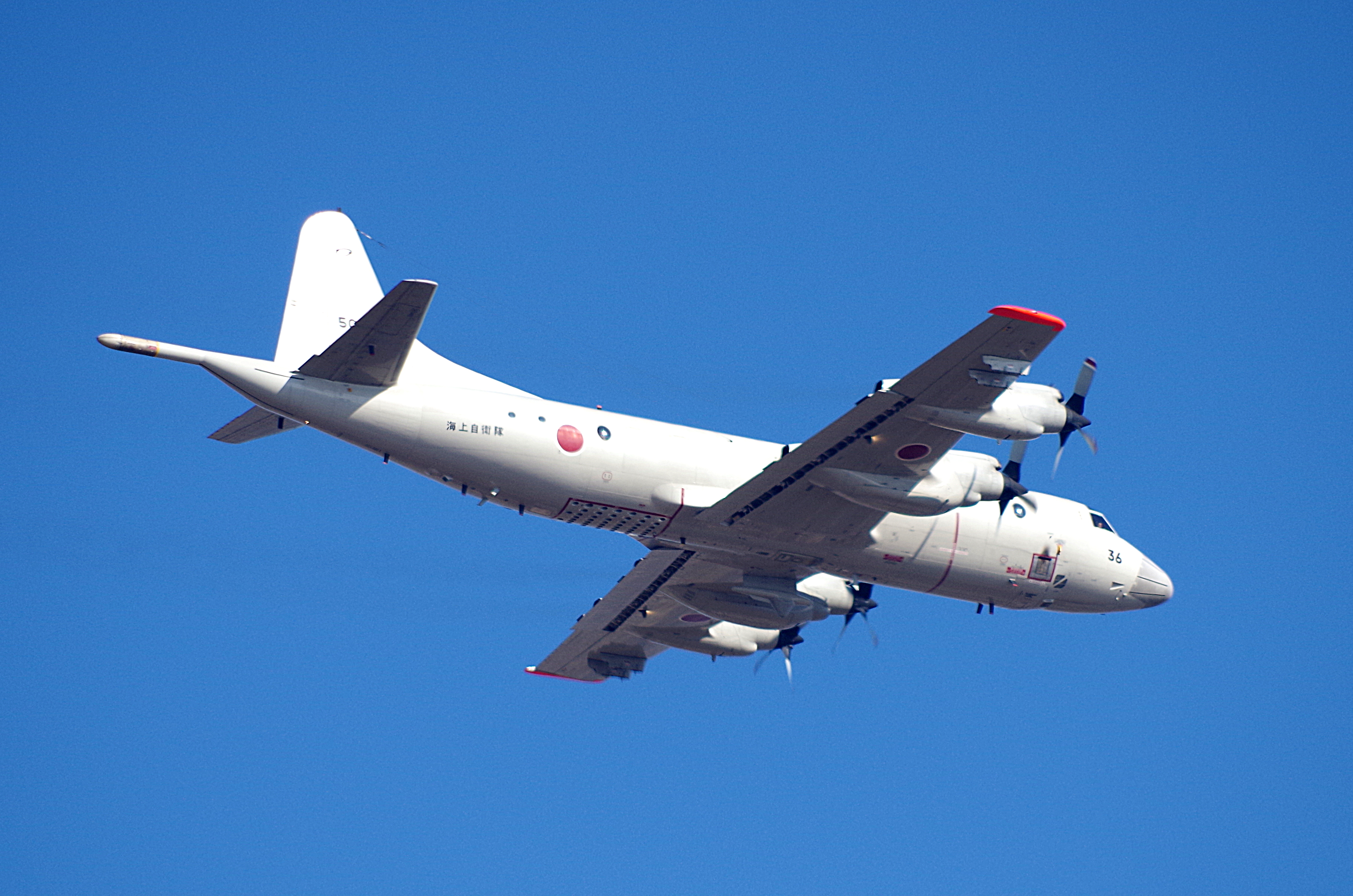
일본 가와사키 P-3C 해상초계기

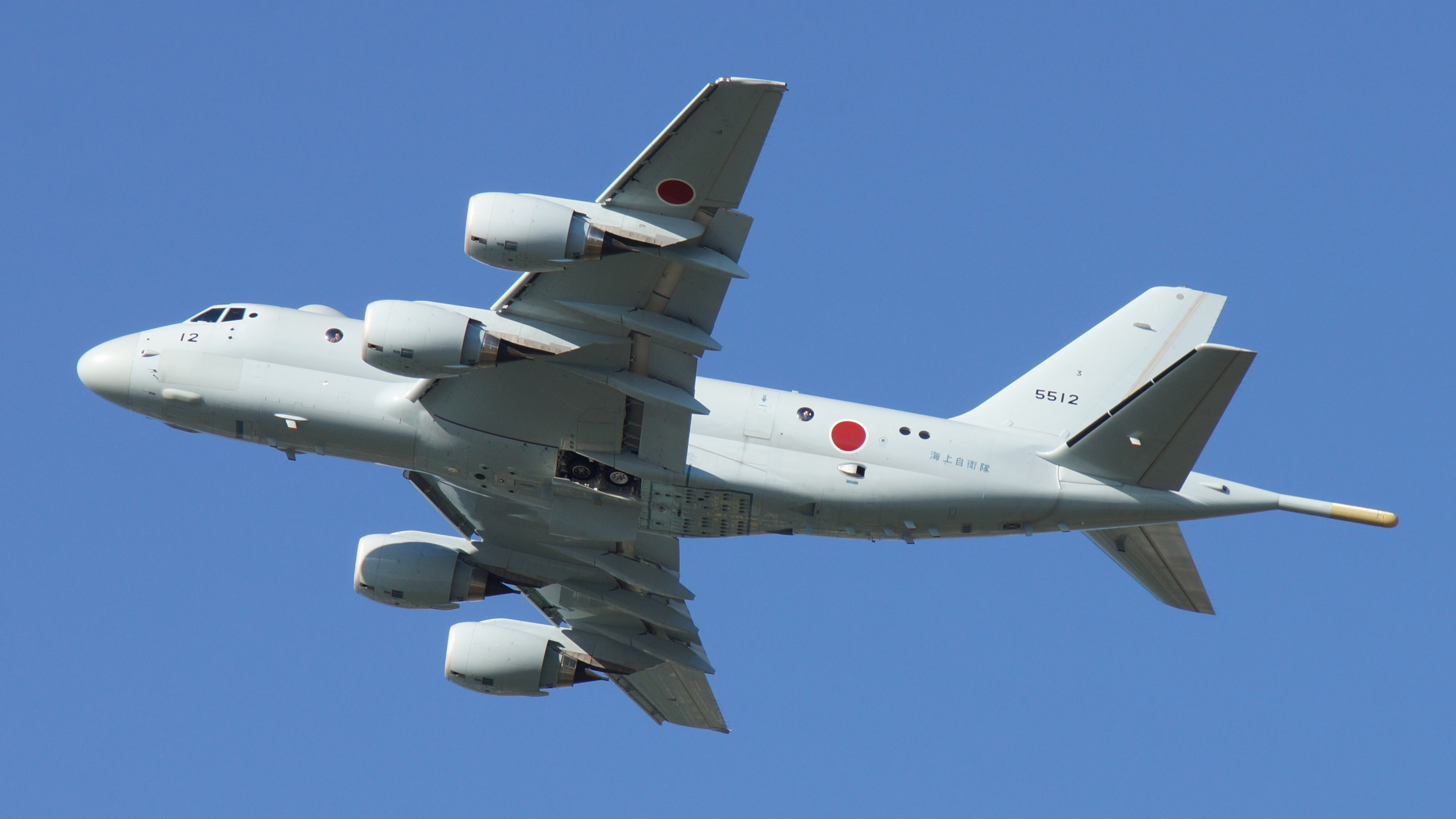
일본 가와사키 P-1 해상초계기

한국 해군의 P-3C 해상초계기는 보통 한번 이륙하면 6시간 정도 비행을 한다. 타국 군함을 위협하지 않기 위해 5~9 km 이내로 접근하지 않고 있다. 보통 1000~1500피트(304~457m)에서 임무를 수행하는데 정밀 식별이 필요할 때는 200~300피트(61~91m)까지도 내려와 비행을 한다.
2014년 4월 12일, 저녁에 루마니아 앞 흑해 해상에서 순찰 임무 중이던 미국 구축함 USS 도널드 훅 위로 돌연 러시아 공군의 수호이 Su-24 전투기 1대가 다가왔다. 다른 1대는 주변을 비행하며 대기했다. 구축함 1000 ｍ 이내의 근접 거리에서 고도 500피트(약 152.4ｍ)로 수차례 비행했다. 깜짝 놀란 도널드훅 함은 Su-24에 경고 무전을 수차례 내보냈지만, 응답하지 않았다. 90분 동안 12차례나 통과해 비행했다. 스티븐 워런 미국 국방부 대변인은 "러시아의 이 같은 '도발적이며 비전문적(provocative and unprofessional)' 행위는 국제 조약 및 양국 간 군사 협약에 어긋나는 것"이라면서 이것이 러시아의 "명백한 도발 행위"라고 비판했다. 미국 국방부는 1000 m 접근에 150 m 고도를 국제법 위반이라고 본다.
2015년 6월 1일, 흑해에서 러시아 공군의 수호이 Su-24 전투기 1대가 미군 구축함 USS 로스를 쫓아냈다. 고도는 180 m, 500 m까지 접근했다. 교신은 주고받지 않았다. 언론의 쫓아냈다는 보도에 미군이 항의하여, 2일 동영상을 공개했다. 전투기나 전함의 모습을 찍은 동영상 공개는 드문 일이다. 스티븐 워런 미국 국방부 대변인은 미국 구축함이 쫓겨난 게 아니라 "그저 배 1척과 비행기 1기가 같은 날 지나간 것 뿐"이라고 말했다. 미국 구축함은 예정 항로를 변경한 적이 없다고 항변했다. 전투기의 저공 근접 비행은 구축함 보고 여기서 당장 나가라는 항의의 의미가 있다.
2016년 4월 11일, 동유럽 발트해에서 훈련 중이던 미군 이지스 구축함 USS 도널드 쿡에 러시아 공군의 수호이 Su-24 전투기 2대가 30여 차례 위협비행을 했다. 구축함에 9 m까지 접근해 해상에 물보라가 생길 정도였다. 미국 백악관은 일종의 '가상 공격'이라고 반발했고, 존 케리 국무장관도 "교전원칙에 따라 격추할 수도 있었다"고 비난했다. 이에 러시아 국방부는 17일 "러시아 전투기의 비행은 국제법을 철저히 준수하는 가운데 이루어졌으며 비정상적 상황은 없었다"고 반박했다.
2019년 1월 18일, 11시 39분 경 울산 동남방 83 km 해상에서 일본 가와사키 P-1 초계기가 율곡이이함의 거리 1.8 km, 고도 60 m로 비행했다.
2019년 1월 22일, 14시 23분 경 제주도 동남방 95 km 해상에서 일본 P-3C 초계기가 해군 상륙함인 노적봉함의 거리 3.6 km, 고도 30 m로 비행했다.
2019년 1월 23일, 14시 3분 경에 이어도 해상에서 일본 P-3C 초계기가 대조영함의 거리 540 m, 고도 60 m의 위협비행을 했다고 한국 국방부가 항의했다. 이에 대해 23일 이와야 다케시 방위상은 한국의 발표에 대해 초계기가 항로 기록을 했으며, 국제법과 국내법을 준수하여 고도 150ｍ 이상, 거리 500ｍ 이상을 확보했다고 즉각 반박했다. 이곳은 공해이지만 한국의 배타적경제수역(EEZ)에 속한다. 또 일본(JADIZ)과 중국(CADIZ)의 방공식별구역이 겹치는 곳이었다. 한국 해군은 "상호 식별할 수 있음에도 불구하고 거리 900ｍ 이내 고도 200피트(61m)로 근접비행한 것은 우리 함정 안전에 위협을 느낄 수 있는 비행"이라고 주장한다.

## 군용기 간 위협비행 사례

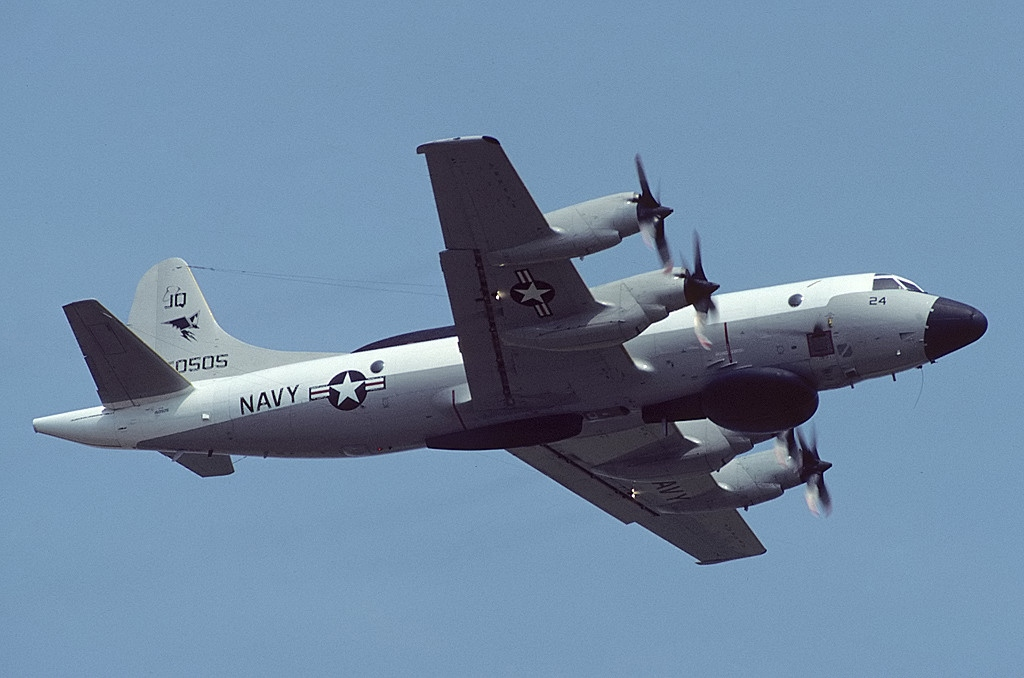
EP-3 정찰기

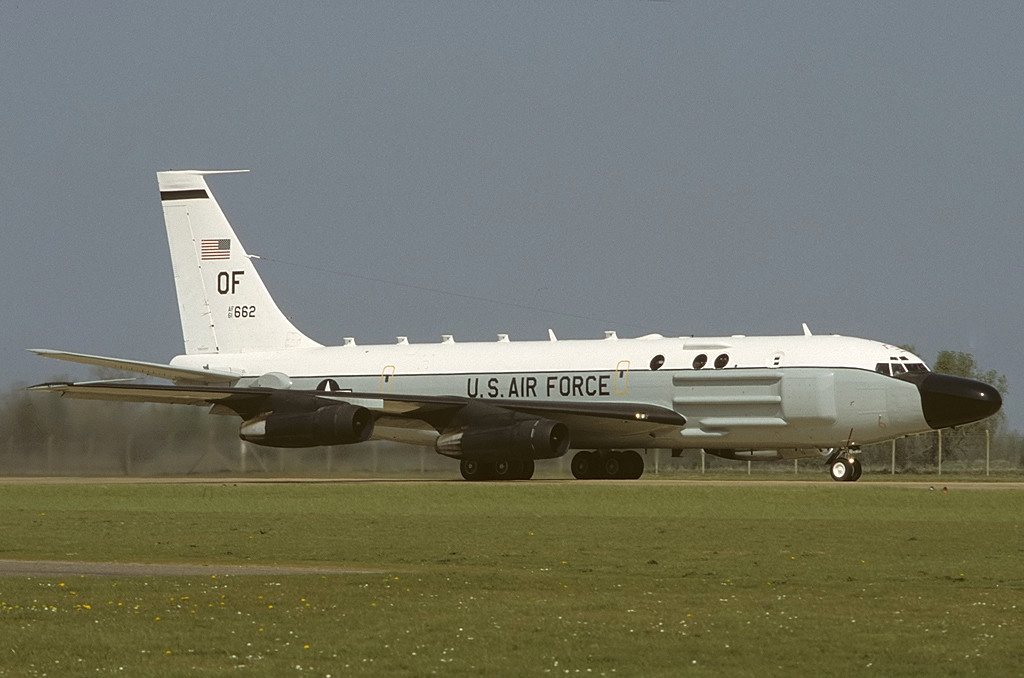
RC-135S 코브라 볼 정찰기

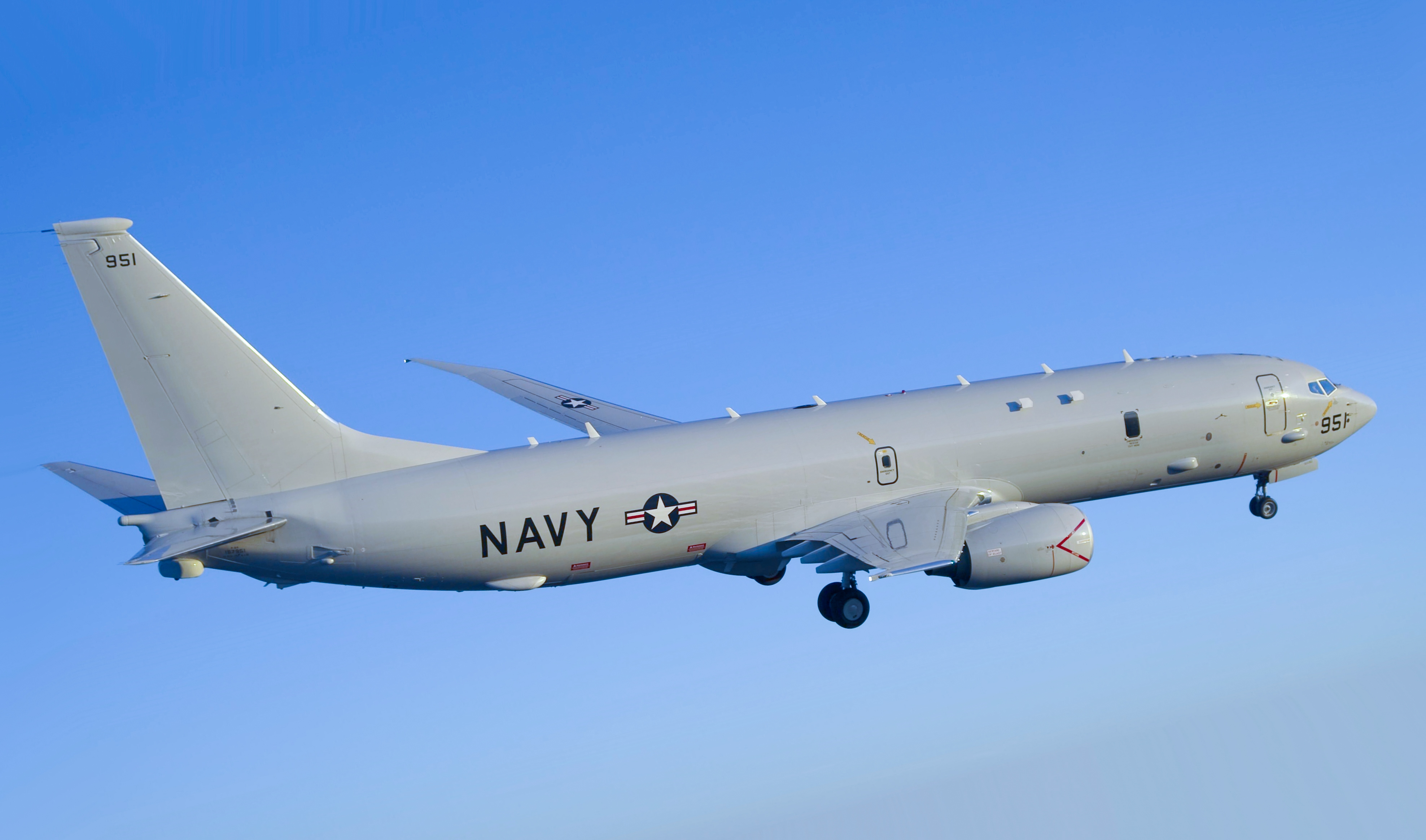
P-8A 포세이돈 해상초계기

1969년 4월 15일, 북한에서 90마일가량 떨어진 동해 공해상을 비행하던 미국 해군의 EC-121 워닝스타 정찰기가 북한 공군 미그-21 전투기의 공대공 미사일에 격추되어 승무원 31명 전원이 사망했다. 엔터프라이즈함이 한반도로 출동했다. 김일성 생일날이다.
2001년 4월 1일, 하이난섬 사건이 발생했다. 오키나와의 카데나 공군기지에서 이륙한 미국 EP-3 정찰기가 중국 J-8 전투기와 충돌해 하이난성 남부 링수이 비행장에 불시착했다. 중국은 정찰기를 분해하여 10년 정도 기술력을 따라잡았다는 분석이 있었다.
2002년 1월 18일, 하이난섬 남쪽 해상에서 정찰비행 중이던 미국 EP-3 정찰기에 중국 공군 F-8 전투기가 150 m 거리까지 접근하는 요격비행을 했다.
2003년 3월 2일, 북한의 미그 전투기 4대가 북한 인근 공해상을 정찰 중이던 미국 공군 소속 RC-135S 코브라 볼 정찰기를 요격했다. 근접위협비행을 요격했다, 요격비행했다고 말한다. 북한 전투기들이 미군 정찰기를 따라붙은 사건은 34년전인 1969년 EC-121 정찰기 격추 사건 이후 처음이다.
2016년 5월 18일, 남중국해에서 정찰비행 중이던 미국 해군 EP-3 정찰기를 중국 공군 선양 J-11 전투기 2대가 다가와 진로를 방해했다. 50피트(15.24 m)까지 근접비행했다. 미국 정찰기는 충돌을 피하기 위해 수백 피트 아래로 급히 내려가 비행했다.
2016년 9월 7일, 오전 11시 20분 경 흑해 공해상에서 미국 해군 P-8A 포세이돈 해상초계기에 러시아 공군의 수호이 Su-27 전투기 1대가 30피트(약 9m) 간격을 유지한 채 비행하다가 10피트(약 3m) 이내로까지 접근하는 안전하지 못한 요격 비행을 했다. 미국이 항의하자, 러시아 국방부는 "Su-27 전투기들을 급발진시켜 미국의 P-8 정찰기를 확인했으며 이는 국제 규정에 엄격히 부합하는 방식으로 진행됐다"며 "그들(미군) 비행기는 식별장치를 켜놓지 않은 채 흑해 상공에서 러시아 국경에 2차례나 근접해 러시아 군사훈련을 염탐하려 했다"고 반박했다. 러시아 국방부는 "러시아 전투기들이 미군 정찰기의 고유번호 등을 육안으로 확인하기 위해 정찰기에 접근하자, 이들 정찰기가 갑자기 진로를 바꿔 러시아 국경 반대방향으로 날아갔다"고 주장했다.
2017년 7월 24일, 미국 해군 EP-3 정찰기를 중국 공군 청두 J-10 전투기 2대가 다가와 진로를 방해했다. 이 중 한 대는 미 정찰기에 91 m 거리까지 근접했다. 거리가 너무 가까워지자 미 정찰기는 충돌을 피하기 위해 진로를 바꿔야 했다. 즉, 중국 전투기가 근접 위협비행으로 진로를 막고 충돌시키려고 하자, 미군 정찰기가 강제로 쫓겨났다.
2018년 1월 29일, 흑해 상공에서 미국 해군 EP-3 정찰기 비행 경로 앞 1.5m도 못 되는 곳을 횡단 비행으로 지나가 EP-3기가 Su-27기의 비행운을 지나가야 했다. Su-27기의 이런 비행은 총 2시간40분 동안 계속됐다. 이런 위협비행으로 정찰기가 임무를 포기하고 귀환했다. 미국 해군은 "미군기는 국제법을 준수했으며 러시아를 도발하지도 않았다"고 주장하며 항의하자, 러시아 국방부는 러시아기의 비행은 국제법에 따른 것이라고 반박했다. 국방부는 성명에서 "정체불명의 물체가 러시아 영공으로 접근하는 것이 포착돼 Su-27기가 발진했고 미국의 ER-3E 정찰기로 확인됐다. Su-27기가 국제법에 따라 함께 비행하며 미 정찰기가 러시아 영공으로 들어오지 못하도록 했다"고 말했다.

## 영토 위협비행 사례

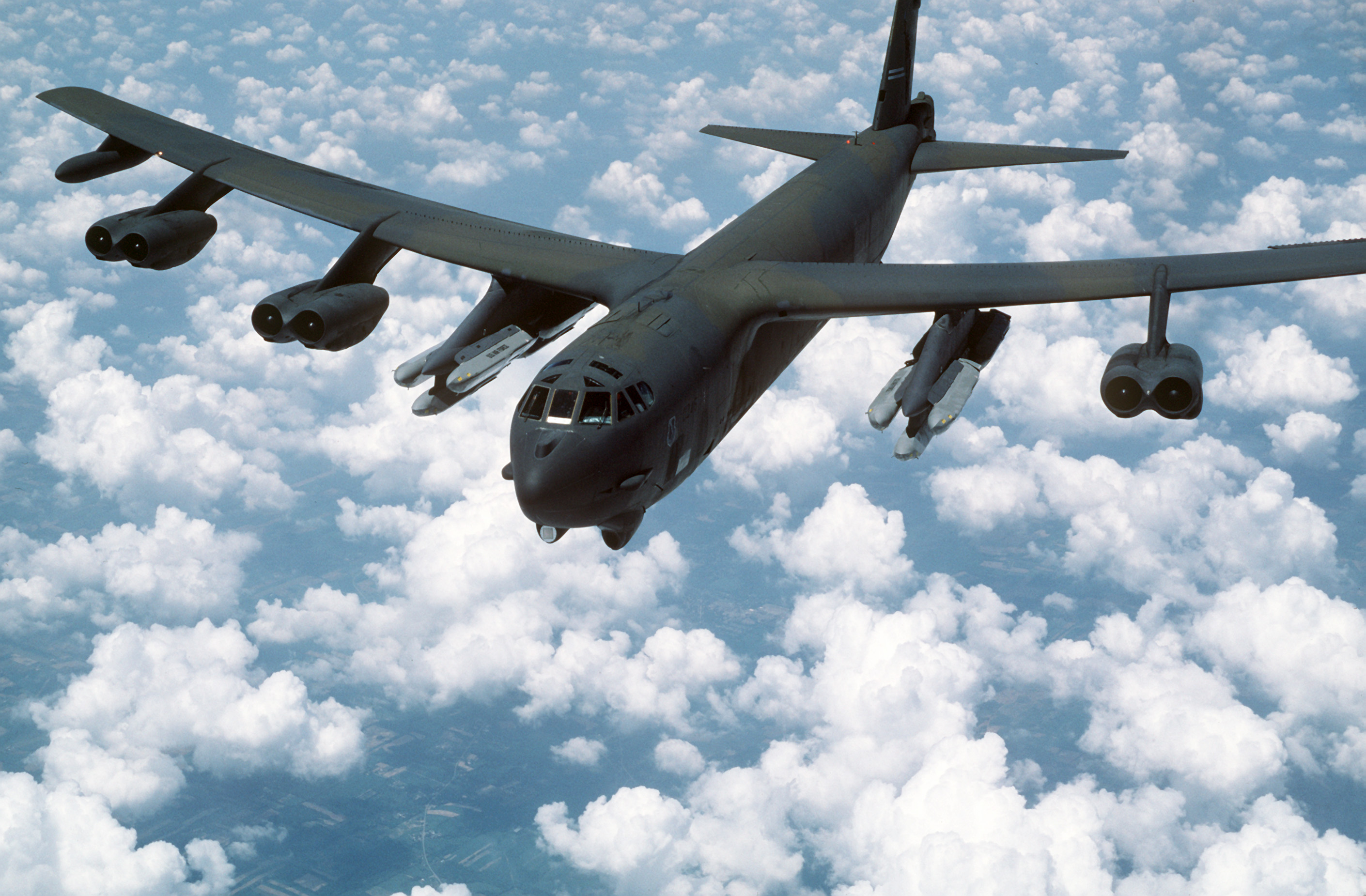
미국 B-52 전략폭격기

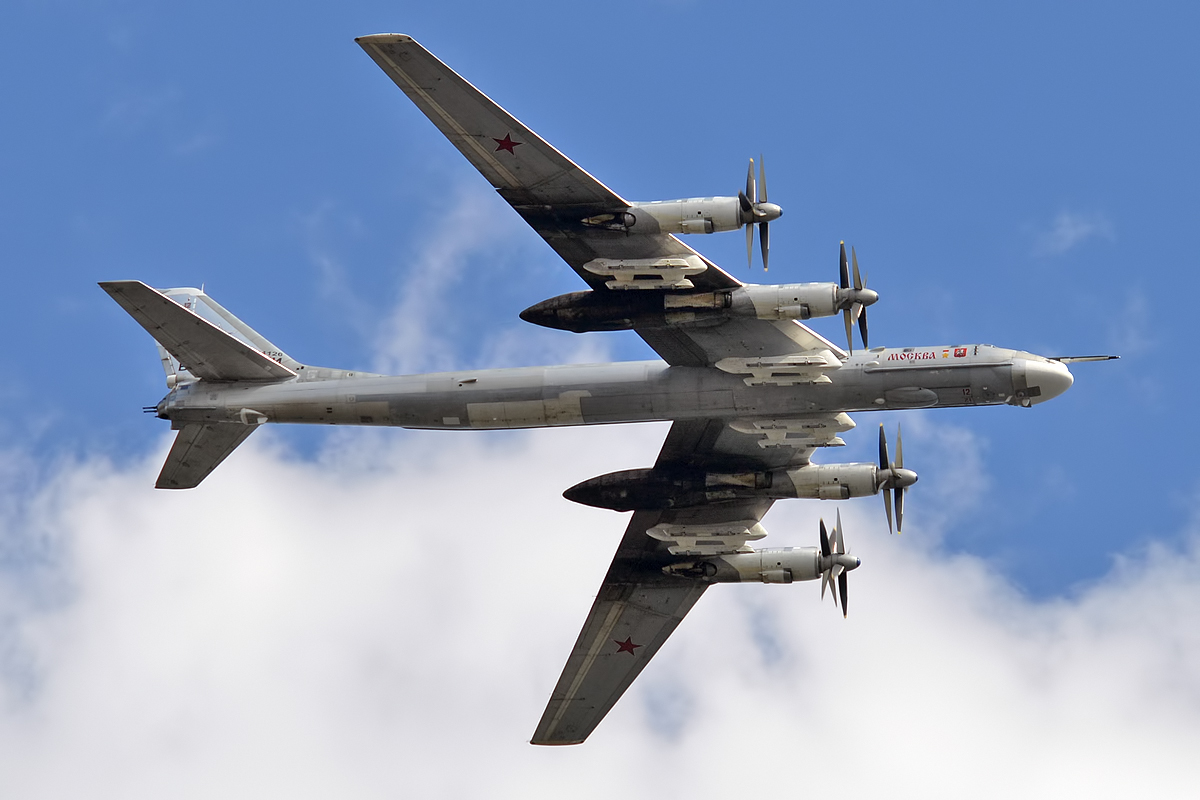
러시아 투폴레프 Tu-95 베어 전략폭격기

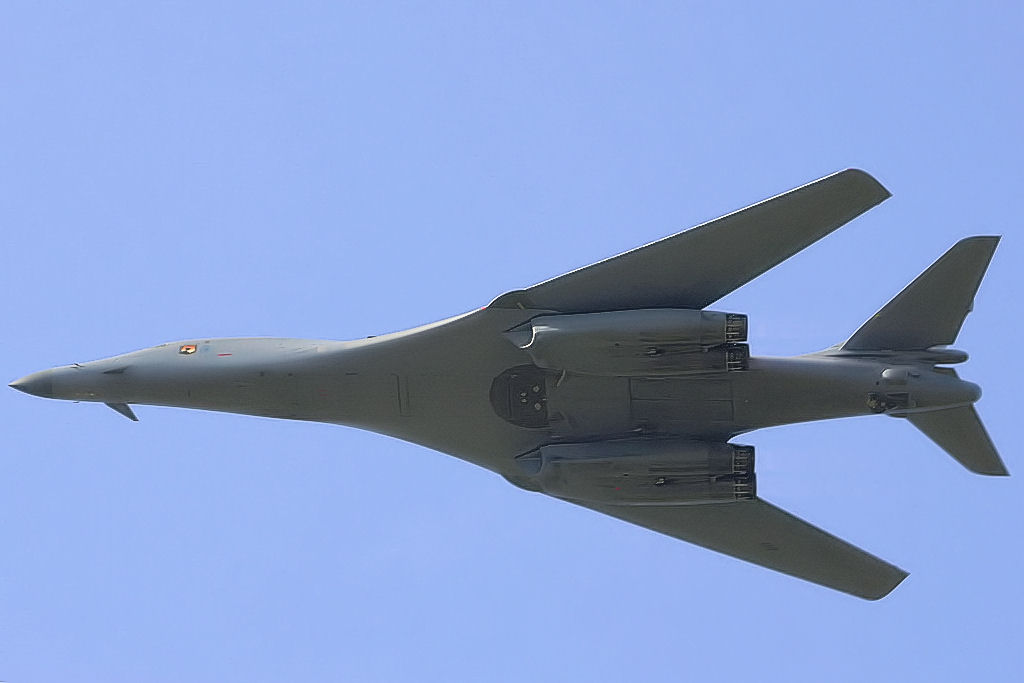
미국 B-1B 랜서 초음속 전략폭격기

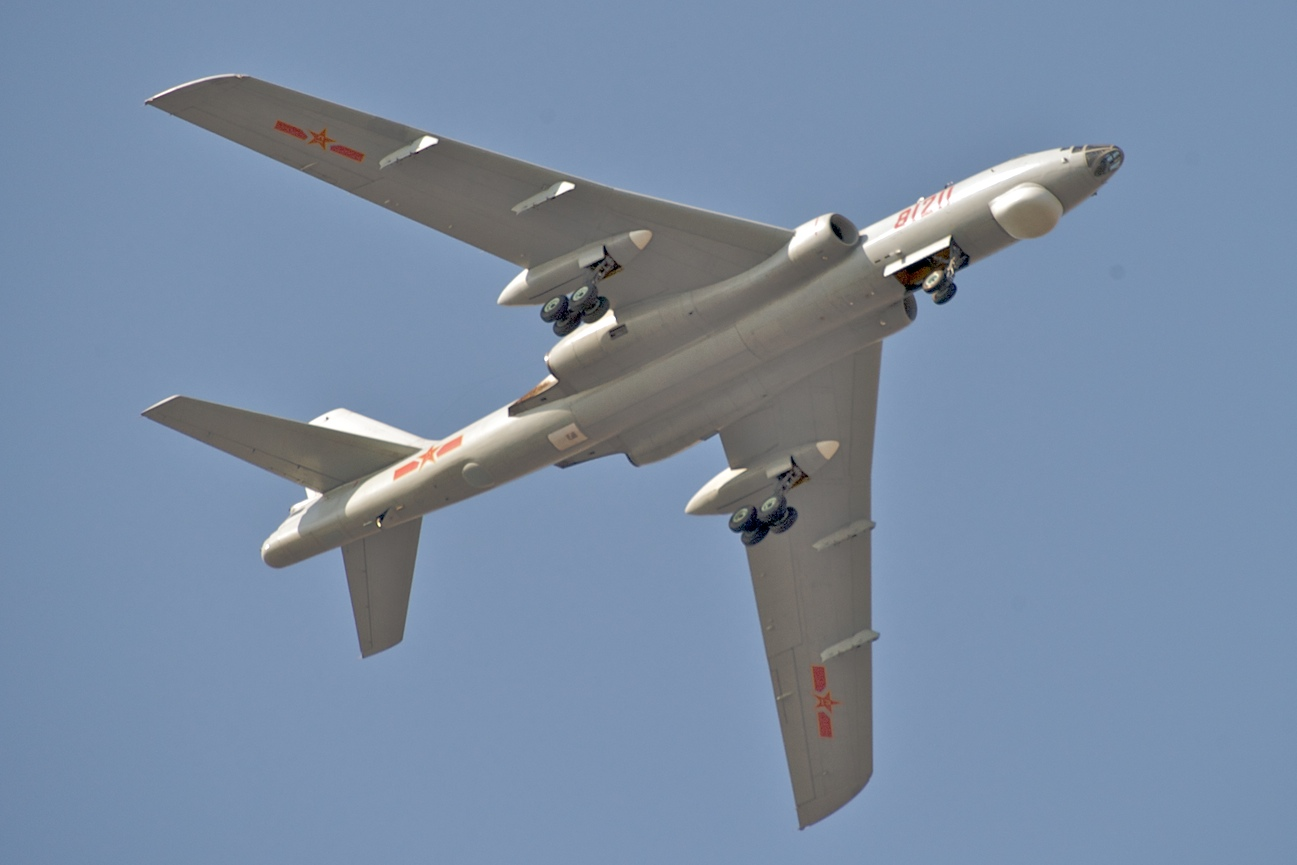
중국 H-6K 전략폭격기

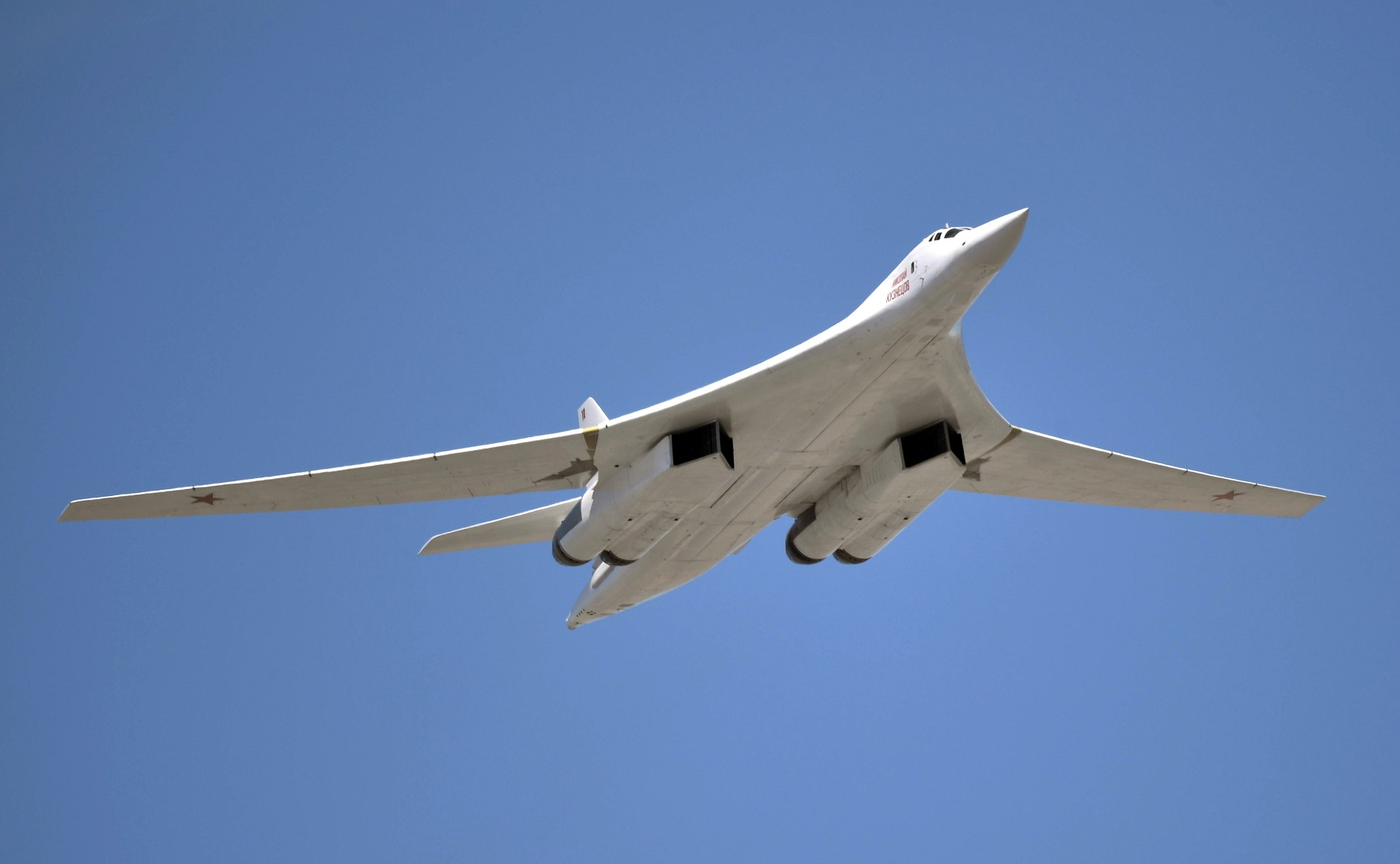
러시아 투폴레프 Tu-160 블랙잭 초음속 전략폭격기

1976년 8월 18일, 판문점 도끼 살인 사건이 발생했다. 시야를 가리던 미루나무 제거를 하던 미군 중대장 대위, 소대장 중위를 북한군 30여명이 살해했다. 미국이 매우 화를 냈으며, 결국 B-52 전략폭격기가 판문점 상공에 대기하면서 미루나무를 제거했다.
2008년 2월 10일, 07시 30분 경 러시아 투폴레프 Tu-95 베어 전략폭격기가 도쿄에서 남쪽으로 650 km 떨어진 이즈 제도 남부 상공을 침범했다. 깜짝 놀란 일본이 F-15 전투기 22대를 긴급 출격시켰다. 미국 항공모함에까지 근접 위협비행을 해서, 긴급 출격한 4대의 함재기가 근접 위협비행을 해서 쫓아냈다.
2011년 9월 8일, 06시 경 러시아 투폴레프 Tu-95 베어 전략폭격기 2대가 한반도 동쪽에서 남하한 뒤 오키나와를 거쳐 태평양을 북상해 공중급유까지 받으면서 14시간에 걸쳐 일본열도를 한바퀴 돌았다. 일본이 매우 항의하자, 세르게이 라브로프 러시아 외무장관은 "국제법상 문제는 없지만, 필요에 따라 정보를 제공할 용의가 있다"고 말했다. 2011년 일본 전투기 긴급발진은 386회였는데, 264회가 러시아 폭격기 때문이었다.
2015년 12월 10일, 미국 괌 섬의 앤더슨 공군기지를 이륙한 B-52 전략폭격기가 남중국해 난사군도(南沙群島 스프래틀리) 인공섬 화양자오(華陽礁·Cuarteron Reef)의 5해리(9.3km) 상공까지 접근했다. 중국은 인공섬이 영토이며 12해리 영공을 주장하고 있다. 중국이 강력하게 항의하여, 23일 미국이 재발방지약속을 하였다.
2017년 4월 21일, 러시아의 장거리 폭격기 투폴레프 Tu-95 베어 2대가 나흘 연속으로 알래스카주 앵커리지 남서쪽 700 해리(1,296.4 km)까지 접근했다. 미국 영공을 침범하지는 않았지만, 미국의 방공식별구역을 침범했다. 러시아 폭격기가 미국 본토 인근까지 근접 비행한 것은 2015년 여름 이후 약 2년 만에 처음이다.
2017년 9월 24일, 미국의 B-1B 랜서 폭격기 2대가 한국전쟁 이후 최초로 동해 NLL을 넘어 북상하여 북한 영토에 근접 위협비행했다. 새벽에 출격하여, 북한의 대공 레이다가 모두 꺼져있었다고 한다. 북한 공군의 전투기가 긴급 발진하지도 않았다.
2017년 10월 10일, 미국의 B-1B 랜서 폭격기 2대가 새벽에 출격하여, 북한 영토에 근접 위협비행했다. 북한의 대공 레이다가 모두 꺼져있었다. 북한 공군의 전투기가 긴급 발진하지도 않았다. 17일만에 다시 출격한 것이다. 11일 낮에 북한이 맹비난을 했다.
2017년 12월 18일, 중국 전략 폭격기 H-6K가 한국의 방공식별구역을 침범했다. 대만도 한바퀴 돌아 근접비행했다. 이러한 영토에 대한 근접 위협비행은 해당국에 대한 침략전쟁의 준비가 완료되어 있다는 경고의 의미가 있다. 이러한 영토 근접 위협비행에 대해서, 보통 공군 전투기가 출격해 근접 위협비행을 하여 항로를 강제로 변경하게 앞을 막는다.
2018년 1월 15일, 러시아 공군의 투폴레프 Tu-160 블랙잭 폭격기 2대가 영국을 근접 위협비행했다. 유로파이터 타이푼 전투기 2대가 스코틀랜드 로시머스 공군기지에서 긴급 출격했다. 투폴레프 Tu-160 블랙잭 폭격기는 미국의 B-1B 랜서 폭격기와 거의 동일한 기종이다.
2018년 8월, 괌 앤더슨 공군기지를 출발한 B-52H 전략폭격기 2대가 남중국해 상공을 진입했다. 완전한 진입은 아닌 것처럼 보도되었다.
2018년 9월, 괌 앤더슨 공군기지를 출발한 B-52H 전략폭격기 2대가 남중국해 상공을 진입했다. B-52가 남중국해를 비행한 것은 이번이 처음이다.
2018년 10월 16일, 괌 앤더슨 공군기지를 출발한 B-52H 전략폭격기 2대가 남중국해 상공을 진입했다. 중국이 주권 침해라면서 강력히 항의했다. 9월 30일 스프래틀리 군도 미 해군 구축함 디케이터함에 중국의 뤼양(旅洋)급 구축함이 45야드(41ｍ)까지 접근해 쫓아냈었다.
2018년 11월, 괌 앤더슨 공군기지를 출발한 B-52H 전략폭격기 2대가 남중국해 상공을 진입했다.

## 같이 보기
- 2018년 한일 해상 군사 분쟁
- 긴급발진